# 이지훈 (정치인)
이지훈(1961년 10월 25일 ~ )은 대한민국의 정치인이며, 제주특별자치도 제주시 출신이고, 제28대 제주특별자치도 제주시장이다.

## 학력
- ~ 1980 제주제일고등학교 졸업
- ~ 2005 제주대학교 사회학과 졸업

## 경력
- 1994 ~ 2014.07 제주참여환경연대 공동대표
- 1994 ~ 2014.07 제주참여환경연대 이사
- 1998 ~ 1999 제주도 지방의제21 사무국장
- 2004 ~ 2014.07 제주의소리 상임이사
- 2009 ~ 2014.07 지역희망디자인센터 대표이사
- 2009 ~ 2014.07 지역희망디자인센터 상임이사
- 2014.07 ~ 2014.08 제28대 제주특별자치도 제주시장